# Emergency Quota Act
Emergency Quota Act, även kallad Emergency Immigration Act of 1921, Immigration Restriction Act of 1921, Per Centum Law, eller Johnson Quota Act var en lag i USA från 19 maj 1921 som begränsade invandringen till USA. Fastän den först var tänkt att vara tillfällig, blev den en viktig vändpunkt i amerikansk invandringspolitik" genom två nyheter: begränsad invandring från Europa samt användningen av ett kvotsystem.
Genom lagen begränsades invandringen från varje land till 3 % av det antal från samma land som bodde i USA vid folkräkningen 1910. vilket ledde till att antalet invandrare sjönk från 805 228 under 1920 till 309 556 under åren 1921–1922.

### Fotnoter
1. ↑  John Higham, Strangers in the Land (1963), 311
2. ↑  Divine, Robert A. (2007) America, Past and Present, 8th ed., 736
3. ↑  Robert K. Murray, The 103rd Ballot: Democrats and the Disaster in Madison Square Garden (NY: Harper & Row, 1976), 7